# Xanthodaphne encella
Xanthodaphne encella é uma espécie de gastrópode do gênero Xanthodaphne, pertencente a família Raphitomidae.